# Henk Versnel
Hendrik Simon "Henk" Versnel, född 10 oktober 1936 i Rotterdam, död 8 februari 2025, var en nederländsk historiker. Han var professor emeritus i antikens historia vid Universitetet i Leiden.
Versnel disputerade 1970 på en avhandling om det romerska triumfbegreppet. Han undervisade vid Universitetet i Leiden från 1971 till 2000 och var professor från 1980. Hans bidrag till den internationella forskningen rörde framförallt två områden. Det första gällde inkonsekvensens betydelse i antika grekiska och romerska källor, där Versnel drev tesen att sådant som paradoxer, motsägelser och tvetydigheter i myter och ritualer inte bör bortförklaras, utan betraktas som viktiga kännetecken för den grekiska och romerska kulturen. Det andra området var antikens magi, där Versnel bland annat omprövade syftet med många defixiones, små tavlor med inskrivna förbannelser, som Versnel menade inte var avsedda som magiska, utan som böner för rättvisa eller hämnd.

## Skrifter i urval
- Triumphus. An inquiry into the origin, development and meaning of the Roman triumph. Doktorsavhandling. Leiden 1970.
- (red.). Faith, hope and worship. Aspects of religious mentality in the ancient world. Leiden 1981.
- Satricum e Roma. L'Iscrizione di Satricum e la storia romana arcaica. Meppel 1990.
- Ter Unus. Isis, Dionysos and Hermes. Three studies in henotheism. (Inconsistencies in Greek and Roman religion I). Leiden 1990.
- Transition and reversal in myth and ritual. (Inconsistencies in Greek and Roman religion II). Leiden 1993.
- "Beyond cursing. The appeal to justice in judicial prayers", Chr. A. Faraone och D. Obbink (red.), Magika Hiera (Oxford 1991), 60–106.
- Fluch und Gebet: magische Manipulation versus religiöses Flehen? Religionsgeschichtliche und hermeneutische Betrachtungen über antike Fluchtafeln. Berlin 2009.
- Coping with the gods. Wayward readings in Greek theology. Leiden 2011.